# RAF Westhampnett

i7
i11
i13
Der Chichester/Goodwood Airport, der auch als Goodwood Airfield oder Goodwood Aerodrome bezeichnet wird, ist ein ehemaliger Militärflugplatz der Royal Air Force, der größtenteils in Westhampnett nordnordöstlich von Chichester in der Grafschaft West Sussex in Südengland liegt. Nach dem Ende des Zweiten Weltkriegs wurde um den Flugplatz herum eine Rennstrecke erbaut.

## Geschichte

### RAF Westhampnett
Die Royal Air Force errichtete den Flugplatz 1918 im Gemeindegebiet von Westhampnett in unmittelbarer Nähe zum Goodwood House, es wurde die Basis der 145. Squadron, die dort im Ersten Weltkrieg mit  S.E.5 Doppeldeckern stationiert war.
Zu Beginn des Zweiten Weltkrieges wurde die Royal Air Force Station Westhampnett, kurz RAF Westhampnett von der Royal Air Force als Entlastungsflugplatz zu der in der Nähe gelegenen Station RAF Tangmere ausgebaut und wurde als Ausbildungszentrum RAF Westhampnett bekannt und verfügte über insgesamt vier über Kreuz angelegte Start- und Landebahnen.
Neben der 145. Staffel war hier auch die 602. Staffel stationiert. Unmittelbar nach dem Kriegseintritt der USA erfolgte im Januar 1942 eine Verlegung von Einheiten der Eighth Air Force der United States Army Air Forces (USAAF). Den ersten Kampfeinsatz von Goodwood aus gegen Ziele in Europa flogen Bomber der 15th Bombardment Group gemeinsam mit britischen Bombern am 4. Juli 1942, das Ziel waren deutsche Flugplätze in den Niederlanden.

### Goodwood Circuit und Aerodrome
Nach dem Krieg wurde Ende 1946 um den Flugplatz herum eine Rennstrecke erbaut. Das erste Rennen auf dem Goodwood Circuit fand am 18. September 1948 statt.

## Heutige Nutzung
Der heutige Betreiber des Flugplatzes ist die Goodwood Road Racing Company Ltd. Neben dem Goodwood Aero Club befindet sich am Platz auch die bekannte 1940 gegründete Goodwood-Flugschule. Der Flugplatz hat eine CAA-Lizenz (Nummer P781) und ist zugelassen für Flüge im öffentlichen Personenverkehr.
Die heutigen Graspisten sind die RWY 06/24 855 Meter und RWY 14/32 mit 1300 Meter.